# Необыкновенный шмель
Шмель необыкновенный (лат. Bombus confusus, Bombus paradoxus) — вид насекомых из семейства настоящих пчёл (Apidae).

## Распространение
Европа. В России ареал вида охватывает лесостепь европейской части, южного Урала и юго-востока Западной Сибири, предгорья Алтая.

## Охрана
Был занесён в первое издание Красной книги России (2001) под именем Bombus paradoxus, являющемся ныне синонимом Bombus confusus. Численность низкая и продолжает сокращаться. В последние десятилетия на большей части ареала встречался очень редко. Также включён в Красные книги Московской и Омской, Новосибирской, Томской и Кемеровской областей и Алтайского края.

## См. также

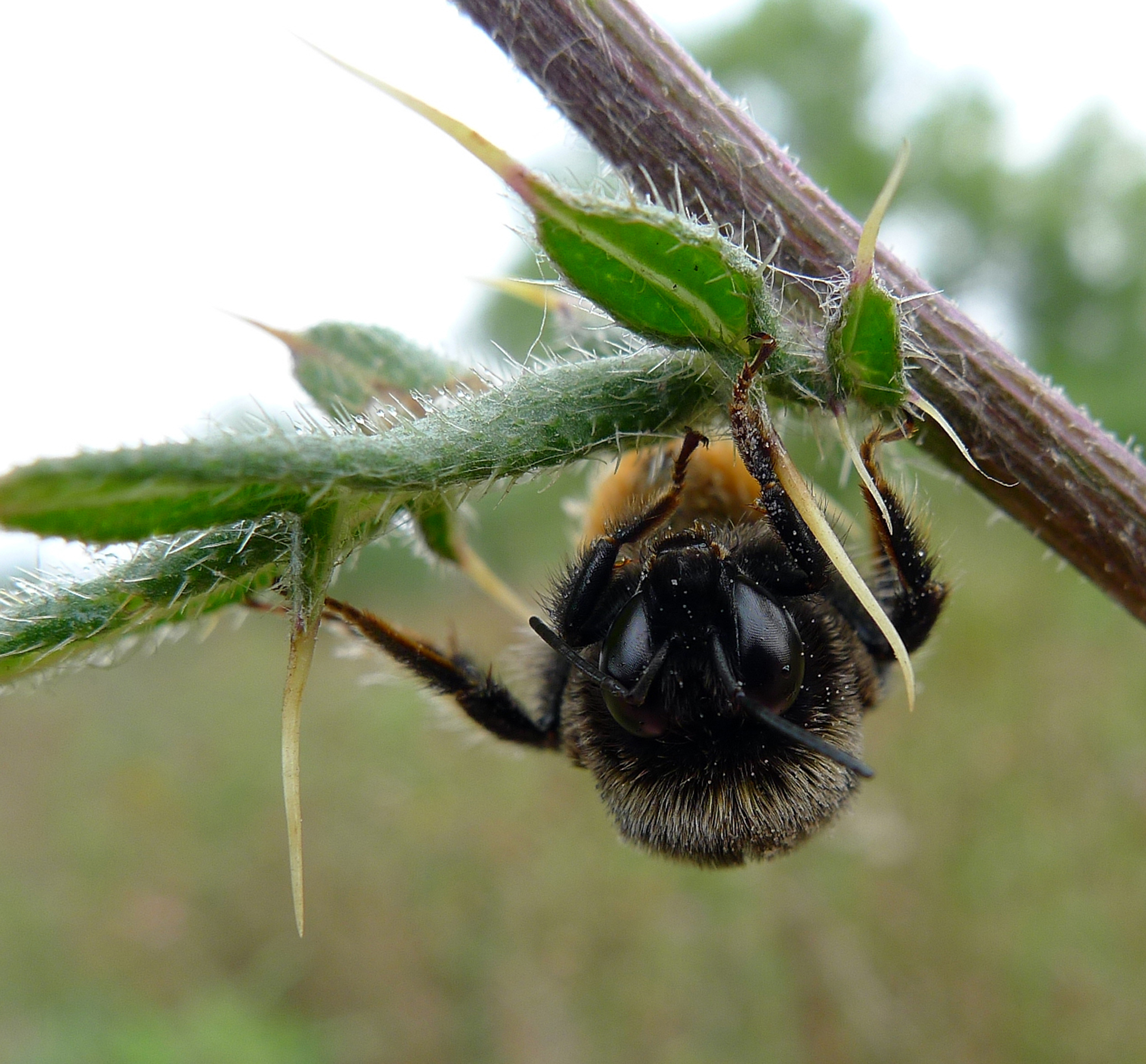
Шмель необыкновенный в окрестностях деревни Лишняги Серебряно-Прудского района Московской области